# François Girardon
François Girardon (Troyes, 10 maart 1628 - Parijs, 1 september 1715) was een Franse beeldhouwer.

## Leven en werk
Girardon werkte aanvankelijk voor een houtsnijder in zijn geboorteplaats. Zijn werk kwam onder de aandacht van kanselier Séguier, die hem naar Parijs haalde. Hij werkte daar in het atelier van de beeldhouwer François Anguier en later in Rome.
In 1652 was hij terug in Frankrijk. Hij kwam in aanraking met hofschilder Charles Le Brun en werkte dienst ontwerpen uit tot beelden. Dankzij hun samenwerking kreeg Girardon opdrachten voor beeldhouwwerken voor onder meer het kasteel van Versailles. Girardon kreeg vervolgens een beurs van koning Lodewijk XIV.
In 1659 werd hij professor aan de Académie Royale in Parijs, waarvan hij sinds 1650 lid was. Hij gaf les aan onder anderen René Frémin, Pierre Granier en Jean-Jacques Clérion. In 1690 werd hij benoemd tot inspecteur-generaal van beeldhouwwerken (inspecteur general des ouvrages de sculpture).

## Galerij

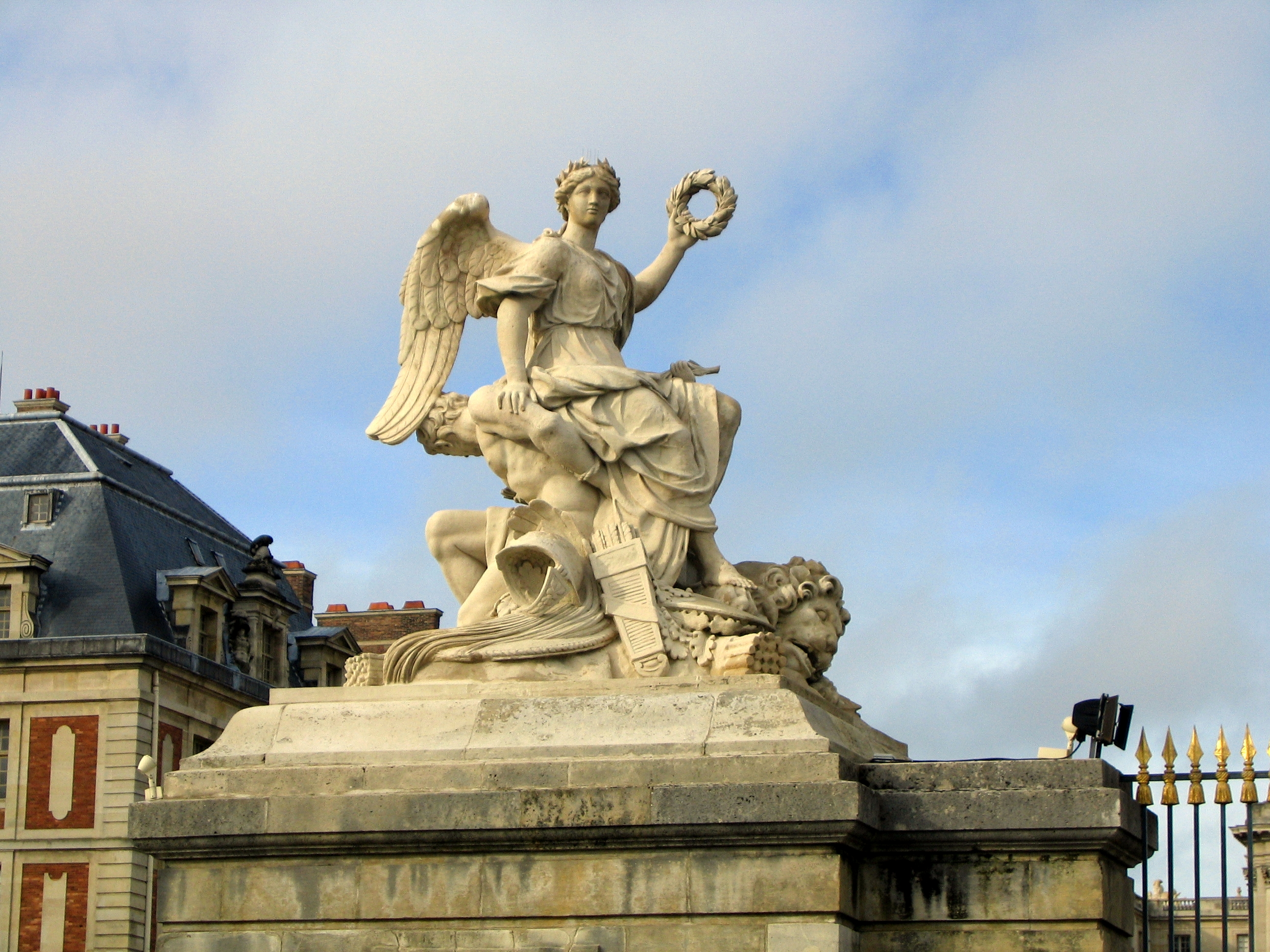
Victoria, 1680-1682, Versailles
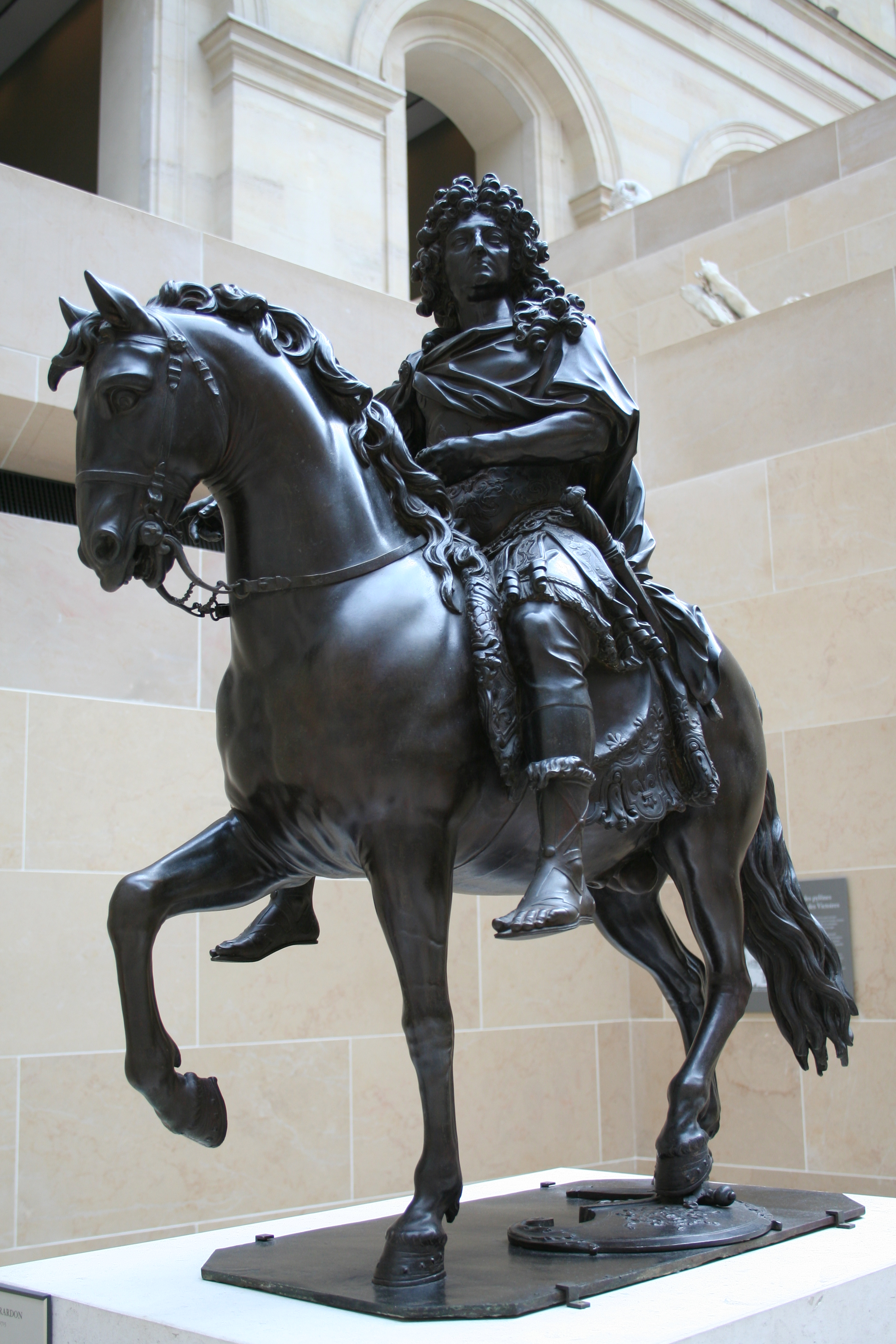
Ruiterstandbeeld van Lodewijk XIV van Frankrijk, 1692, Louvre, Parijs
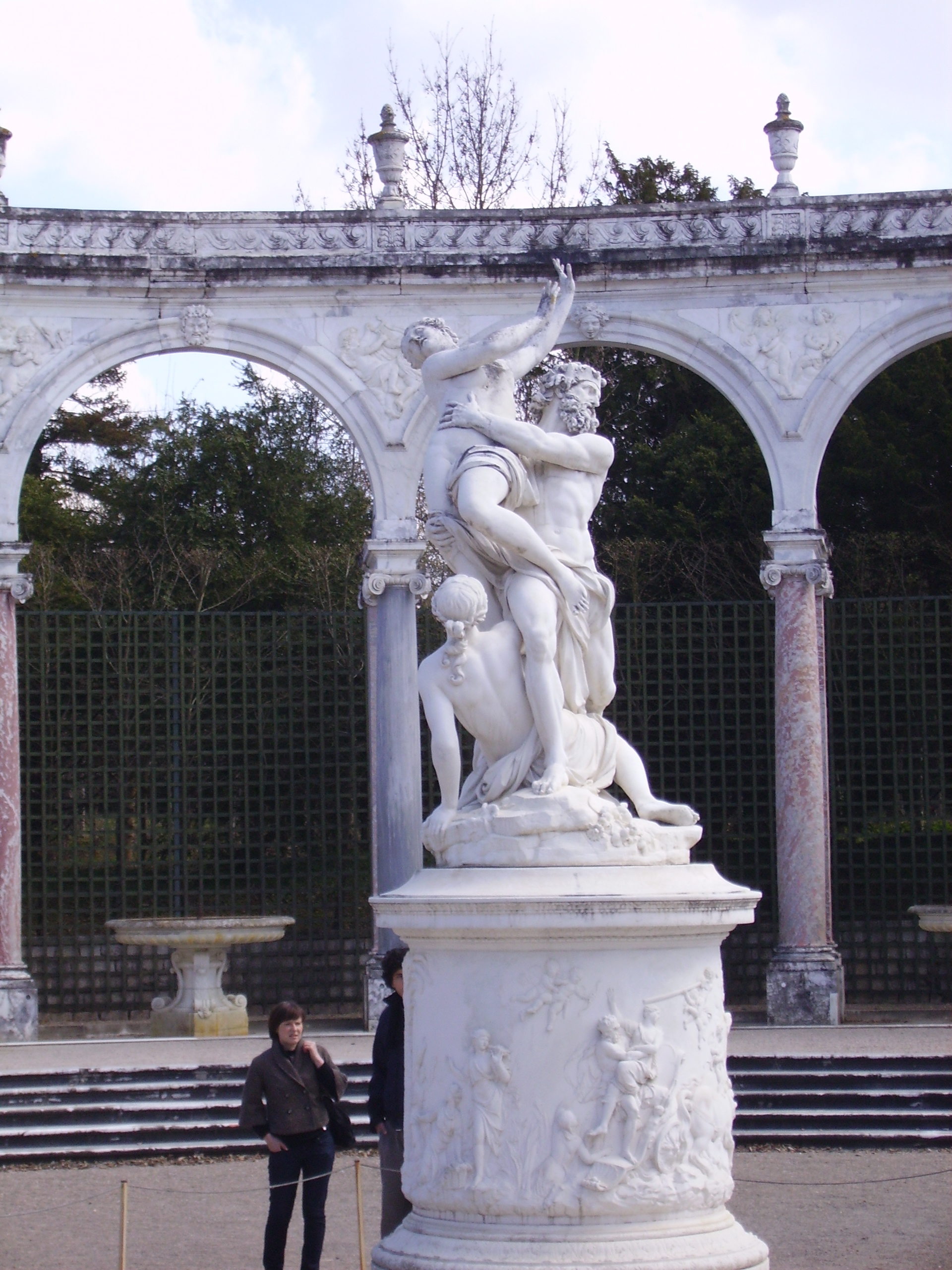
De ontvoering van Prosperine door Pluto, 1699, Versailles
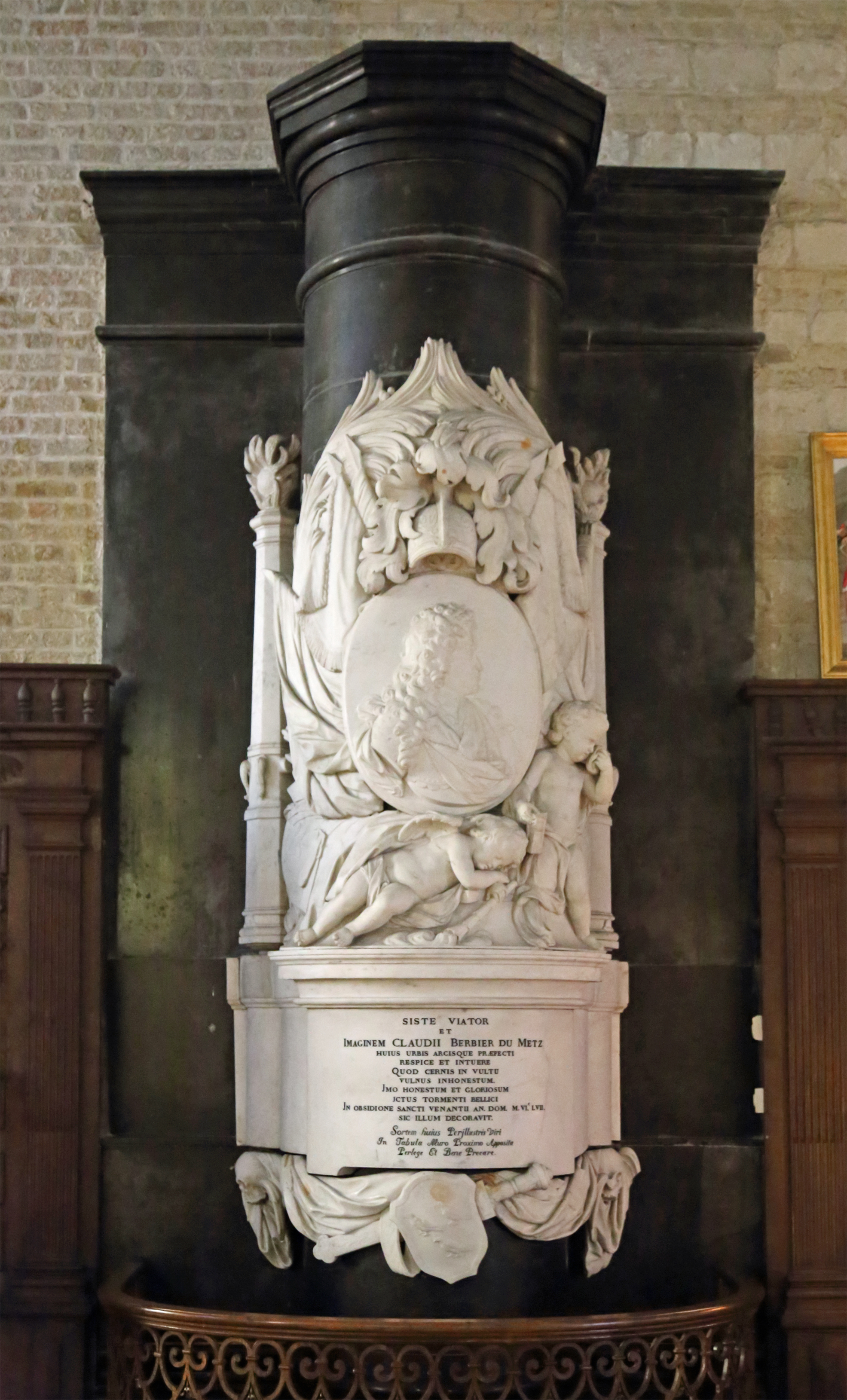
Cenotaaf van Claude Berbier du Metz, Sint-Willibrordskerk, Grevelingen